# Aqueduc de Lutèce

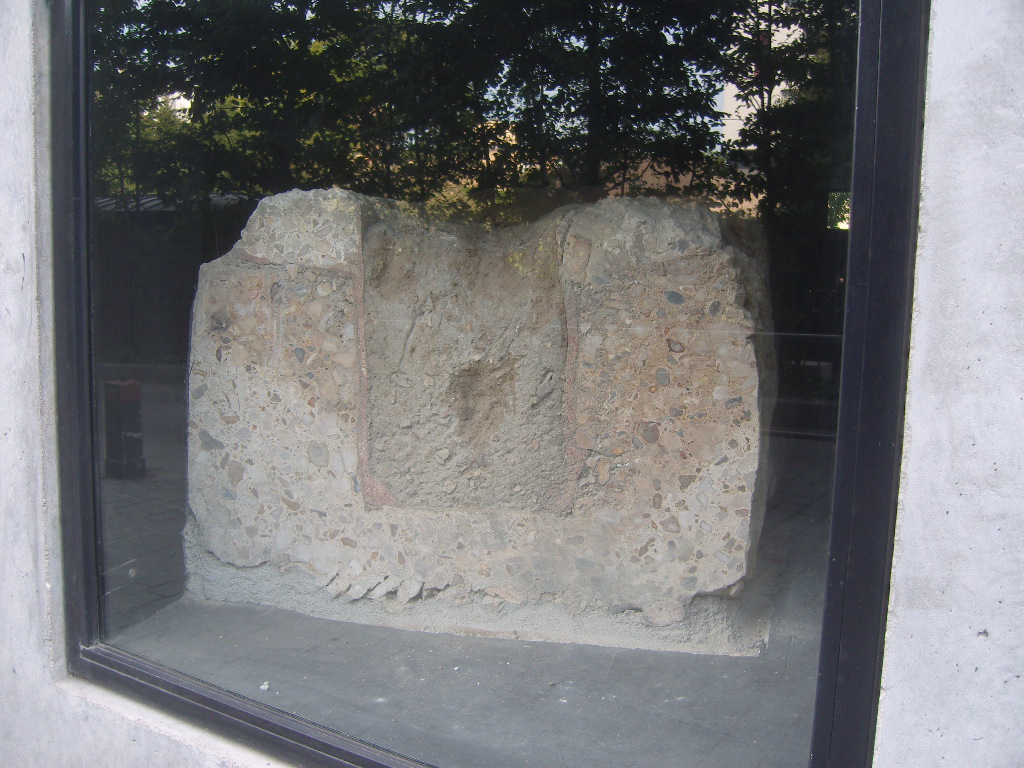
Restes de l'aqueduc de Lutèce mis au jour lors des travaux d'aménagement de la ZAC Alésia-Montsouris, exposés dans le jardin Marie-Thérèse-Auffray, rue de l'Empereur-Valentinien dans le 14e arrondissement de Paris.

L’aqueduc de Lutèce est un ancien aqueduc qui alimentait Paris, alors appelée Lutèce, à l'époque gallo-romaine.

## Histoire
Il fut vraisemblablement construit dans la deuxième moitié du IIe siècle apr. J.-C. Il cessa de fonctionner au moment des invasions barbares, vers le IVe siècle, faute d'entretien. Les habitants ayant déserté la rive gauche pour se concentrer à l'abri dans l'île de la Cité, il avait perdu une grande partie de son intérêt.
S'il ne fut jamais complètement oublié — à cause des ruines d'Arcueil et des découvertes périodiques à l'occasion de travaux dans Paris —, ce n'est qu'à partir de la deuxième moitié du XIXe siècle et des importantes recherches d'Eugène Belgrand que l'on s'attacha à en retrouver le tracé.
Une des découvertes récentes les plus marquantes a eu lieu à Paris en 1996, lorsque le réaménagement du secteur où se trouvaient les anciens ateliers du chemin de fer de Sceaux, entre la rue d'Alésia et l'avenue Reille, conduisit à la mise au jour d'une section importante de l'aqueduc de Lutèce. Une partie a été conservée, dans le jardin Marie-Thérèse-Auffray, et certaines des rues créées perpétuent la mémoire de cette époque (rue de l’Empereur-Julien, rue de l’Empereur-Valentinien).

## Caractéristiques
Les eaux captées provenaient des sources et du drainage des eaux de toute la plaine située entre Wissous, Rungis, Chilly-Mazarin et Morangis, à l'extrémité nord de l'actuel département de l'Essonne. Les aqueducs secondaires venant de ces villages se déversaient dans un bassin collecteur de 15 m3 appelé carré des eaux de Wissous, situé au nord-est de cette commune. De là partait l'aqueduc principal, qui lui-même collectait diverses sources le long de son parcours. Le carré des eaux, l'aqueduc et le ru de Rungis qui s'écoulait parallèlement à proximité, légèrement en contrebas, ont été enfouis vers 1960 sous plusieurs mètres de gravats provenant de la construction de l'autoroute A 6 et de l'aéroport d'Orly.
Son parcours d'une longueur de 16 kilomètres, éloigné à son point de départ au carré des eaux de Wissous d'1 km de l'aqueduc Médicis du XVIIe siècle au carré des eaux de Rungis, se rapprochait de celui-ci à partir de Fresnes à une altitude légèrement inférieure dans les actuelles communes L'Haÿ-les-Roses et de Cachan. Les tracés des deux aqueducs coïncidaient au niveau de l'aqueduc d'Arcueil, celui de l'aqueduc gallo-romain étant moins haut.
En aval de cette traversée de la vallée de la Bièvre, leurs tracés restaient parallèles  à Arcueil et Gentilly, celui de l'aqueduc gallo-romain étant plus bas à l'est. 
L'aqueduc arrivait à Paris au niveau du parc Montsouris, gagnait ensuite la montagne Sainte-Geneviève par la rue Saint-Jacques et desservait la ville antique, thermes, fontaines et palais.
D'une manière générale, l'eau coulait dans une rigole de béton romain de dimensions variables (0,62 m de hauteur sur 1,28 m de largeur, à Cachan et rue Saint-Jacques) enterrée à faible profondeur (1 m environ), creusée d'une cunette de 45 cm de côté étanchéifiée par du ciment rose et recouverte de dalles. Sa pente moyenne était de 0,56 m/km. On estime que son débit était de 1 500 m3/j.

## Le pont-aqueduc d'Arcueil

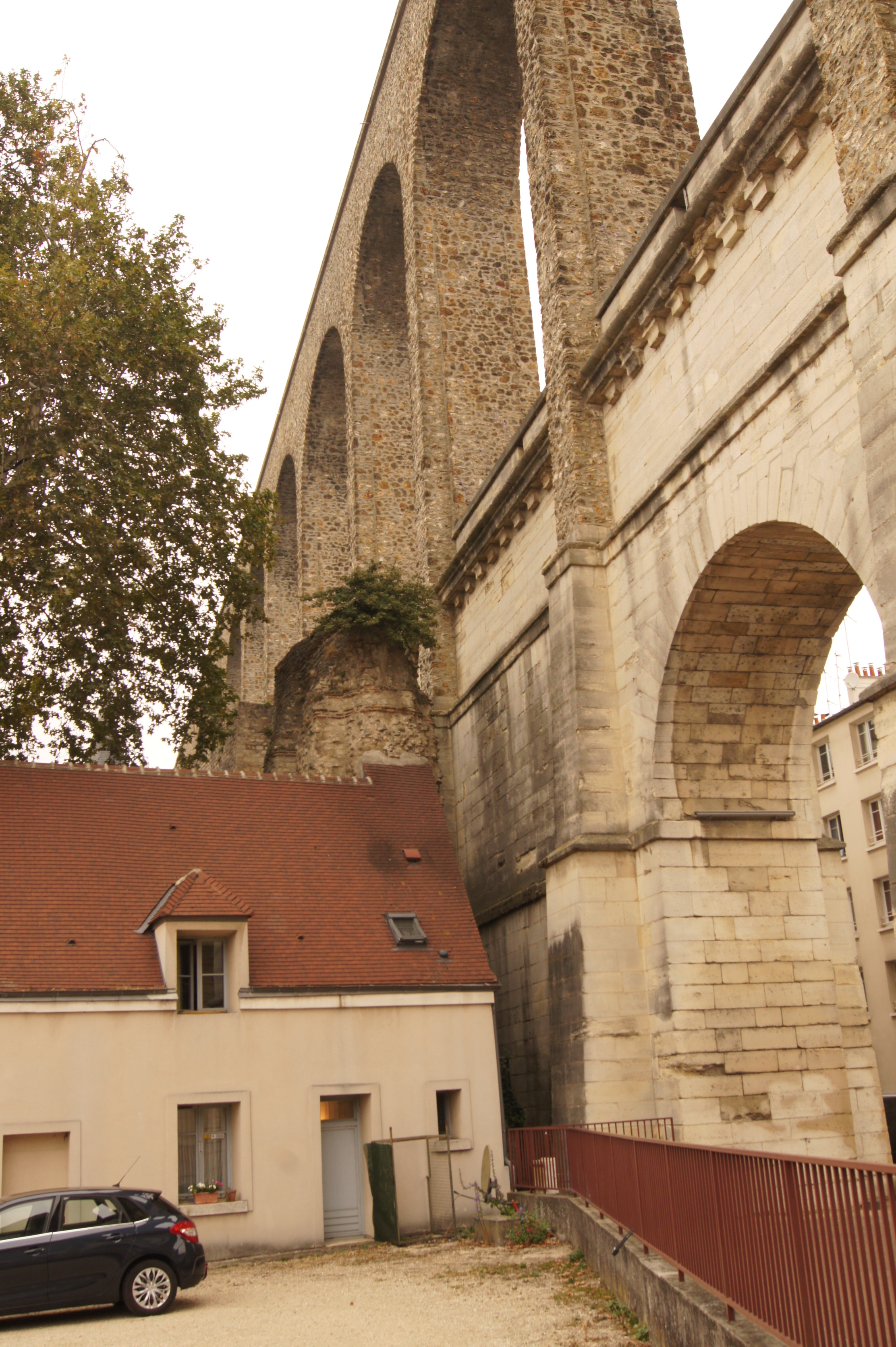
L'aqueduc Médicis et l'aqueduc Belgrand.

À Arcueil et Cachan, il passait du coteau est au coteau ouest de la vallée de la Bièvre à l'aide d'un pont-aqueduc. Il n'en reste aujourd'hui qu'une arche écroulée et quelques piles encastrées dans un mur, dans la propriété appelée depuis le Moyen Âge le Fief des Arcs. Les arches du pont sont bien sûr à l'origine de ce nom, comme de celui du village lui-même. Le château des Arcs construit à partir de 1548, enserre les vestiges du pont-aqueduc. Le pont était long de 300 mètres environ, haut de 18 mètres et ne comportait qu'un étage, dimensions relativement modestes dans le catalogue des réalisations romaines de ce type.
Le site a plus tard été repris pour le passage de plusieurs autres aqueducs, notamment l'aqueduc Médicis dont l'ensemble du parcours est très proche de celui de l'aqueduc antique.